# Заріпов Володимир Галімович
Володи́мир Галі́мович Зарі́пов (* 4 січня 1925, Кам'янець-Подільський) — кавалер трьох орденів Слави.

## Біографія
Володимир Заріпов народився 4 січня 1925 року в Кам'янці-Подільському в сім'ї робітника.
Вихованець дитячого будинку. Закінчив 9 класів. В Червоній армії від листопада 1942 року. У боях Німецько-радянської війни брав участь із грудня 1942 року. 
1945 року демобілізувався. Жив у Кам'янці-Подільському. 1969 року закінчив педагогічний інститут. Працював адміністратором в кінотеатрі.
Нагороджено орденом Вітчизняної війни першого ступеня, медалями.
Учасник Парада Перемоги 1995 року в Москві.